# 트랜스월드 항공의 운항 노선
2001년 아메리칸 항공과의 합병 이전까지 트랜스월드 항공의 운항노선은 다음과 같다.

## 운항 노선

### 아시아
- 사우디아라비아
  - 리야드 - 킹 칼리드 국제공항

### 아프리카
- 이집트
  - 카이로 - 카이로 국제공항

### 유럽
- 영국
  - 런던 - 런던 개트윅 국제공항
- 프랑스
  - 파리 - 파리 샤를 드 골 국제공항

### 아메리카

#### 북아메리카
- 미국
  - 워싱턴 D.C.
    - 워싱턴 D.C - 워싱턴 덜레스 국제공항
    - 워싱턴 D.C - 로널드 레이건 내셔널 공항

  - 네바다주
    - 라스베이거스 - 메캐런 국제공항

  - 네브래스카주
    - 링컨 - 링컨 공항
    - 오마하 - 에플리 공항

  - 노스캐롤라이나주
    - 샬럿 - 샬럿 국제공항
    - 롤리 - 롤리 더햄 국제공항

  - 뉴멕시코주
    - 앨버커키 - 앨버커키 국제공항

  - 뉴욕주
    - 뉴욕 - 존 F. 케네디 국제공항
    - 뉴욕 - 라과디아 국제공항

  - 뉴저지주
    - 뉴어크 - 뉴어크 리버티 국제공항

  - 루이지애나주
    - 뉴올리언즈 - 루이 암스트롱 뉴올리언스 국제공항

  - 메릴랜드주
    - 볼티모어 - 볼티모어 워싱턴 국제공항

  - 매사추세츠주
    - 보스턴 - 보스턴 로건 국제공항

  - 미네소타주
    - 미니애폴리스 – 미니애폴리스 세인트폴 국제공항

  - 미시간주
    - 디트로이트 - 디트로이트 메트로폴리탄 웨인 카운티 국제공항

  - 미주리주
    - 캔자스시티 - 캔자스시티 국제공항
    - 세인트루이스 – 세인트루이스 국제공항
    - 스프링필드 - 스프링필드 브랜슨 국제공항

  - 버지니아주
    - 노퍽 - 노퍽 국제공항
    - 리치몬드 - 리치몬드 국제공항

  - 사우스다코타주
    - 수폴스 - 수폴스 공항

  - 아이오와주
    - 디모인 – 디모인 국제공항
    - 시더래피즈 - 이스턴 아이오와 공항

  - 아칸소주
    - 리틀록 – 리틀록 공항

  - 알래스카주
    - 앵커리지 – 테드 스티븐스 앵커리지 국제공항

  - 애리조나주
    - 피닉스 – 스카이 하버 국제공항

  - 오리건주
    - 포틀랜드 – 포틀랜드 국제공항

  - 오클라호마주
    - 오클라호마 시티 - 윌 로저스 월드 공항
    - 털사 - 털사 국제공항

  - 오하이오주
    - 데이튼 - 데이튼 국제공항
    - 콜럼버스 - 포트 콜럼버스 국제공항
    - 클리브랜드 - 클리블랜드 홉킨스 국제공항

  - 워싱턴주
    - 시애틀 - 시애틀 타코마 국제공항

  - 위스콘신주
    - 밀워키 - 제너럴 미첼 국제공항

  - 유타주
    - 솔트레이크시티 - 솔트레이크시티 국제공항

  - 인디애나주
    - 인디애나폴리스 – 인디애나폴리스 국제공항

  - 일리노이주
    - 시카고 - 시카고 오헤어 국제공항
    - 몰린 - 카드시티 국제공항

  - 조지아주
    - 애틀랜타 - 하츠필드 잭슨 애틀랜타 국제공항

  - 캔자스주
    - 위치타 – 위치타 미드컨티넨트 국제공항

  - 캘리포니아주
    - 로스앤젤레스 - 로스앤젤레스 국제공항
    - 산타아나 - 산타아나 공항
    - 산호세 - 산호세 국제공항
    - 새크라멘토 – 새크라멘토 국제공항
    - 샌디에이고 – 샌디에이고 국제공항
    - 샌프란시스코 - 샌프란시스코 국제공항
    - 온타리오 - 온타리오 국제공항

  - 켄터키주
    - 루이스빌 – 루이스빌 국제공항

  - 코네티컷주
    - 하트포드 – 브래들리 국제공항

  - 콜로라도주
    - 덴버 - 덴버 국제공항
    - 콜로라도스프링스 - 콜로라도스프링스 공항
    - 헤이든 - 얌파 밸리 공항

  - 테네시주
    - 내슈빌 – 내슈빌 국제공항

  - 텍사스주
    - 댈러스 - 댈러스 포트워스 국제공항
    - 맥앨런 - 맥앨런 국제공항
    - 샌안토니오 - 샌안토니오 국제공항
    - 엘파소 - 엘파소 국제공항
    - 오스틴 – 오스틴 버그스트롬 국제공항
    - 휴스턴 - 조지 부시 인터콘티넨털 공항

  - 펜실베이니아주
    - 피츠버그 - 피츠버그 국제공항
    - 필라데피아 - 필라데피아 국제공항

  - 플로리다주
    - 마이애미 - 마이애미 국제공항
    - 올랜도 - 올랜도 국제공항
    - 잭슨빌 - 잭슨빌 국제공항
    - 탬파 - 탬파 국제공항
    - 포트로더레일 - 포트로더레일 할리우드 국제공항
    - 포트마이어스 - 사우스웨스트 플로리다 국제공항

  - 하와이주
    - 호놀룰루 – 대니얼 K. 이노우에 국제공항
    - 마우이 - 카홀루이 국제공항
    - 코나 - 코나 공항
- 캐나다
  - 밴쿠버 - 밴쿠버 국제공항
  - 토론토 - 토론토 피어슨 국제공항
- 멕시코
  - 캉쿤 - 캉쿤 국제공항

#### 카리브해
- 네덜란드령 세인트마틴
  - 신트마르턴 - 프린세스 줄리아나 국제공항
- 도미니카 공화국
  - 산토도밍고 - 산토도밍고 국제공항
  - 푸에르토플라타 - 푸에르토플라타 국제공항
  - 푼타카나 - 푼타카나 국제공항
- 바하마
  - 나소 - 린든 핀들링 국제공항
  - 프리포트 - 그랜드 바하마 국제공항
- 아루바
  - 오라녜스타트 - 퀸 베아트릭스 국제공항
- 앤티가 바부다
  - 세인트존스 - VC 버드 국제공항
- 터크스 케이커스 제도
  - 프로비던셜스 - 프로비던셜스 국제공항
- 자메이카
  - 킹스턴 - 노먼 맨리 국제공항
- 푸에르토리코
  - 산후안 - 루이스 무뇨스 마린 국제공항

## 단항 노선

### 아시아

#### 동아시아
- 홍콩
  - 홍콩 - 홍콩 카이탁 국제공항
- 일본
  - 오키나와 - 나하 공항
- 중화민국
  - 타이베이 - 장개석 국제공항

#### 동남아시아
- 태국
  - 방콕 - 돈므앙 국제공항
- 필리핀
  - 마닐라 - 니노이 아키노 국제공항

#### 남아시아
- 스리랑카
  - 콜롬보 - 반다라나이케 국제공항
- 인도
  - 뭄바이 - 차트라파티 시바지 국제공항

#### 서남아시아
- 바레인
  - 마나마 - 바레인 국제공항
- 사우디아라비아
  - 다란 - 다란 국제공항
- 이라크
  - 바스라 - 바스라 국제공항
- 이스라엘
  - 텔아비브 - 벤구리온 국제공항
- 쿠웨이트
  - 쿠웨이트 시티 - 쿠웨이트 국제공항

### 아프리카

#### 동아프리카
- 우간다
  - 엔테베 - 엔테베 국제공항
- 케냐
  - 나이로비 - 조모 케냐타 국제공항
- 탄자니아
  - 다르에스살람 - 줄리어스 니에레레 국제공항

#### 북아프리카
- 리비아
  - 트리폴리 - 트리폴리 국제공항
- 모로코
  - 카사블랑카 - 모하메드 V 국제공항
- 알제리
  - 알제 - 우아리 부마디엔 국제공항
- 튀니지
  - 튀니스 - 튀니스 카르타고 국제공항

### 유럽

#### 서유럽
- 영국
  - 런던 - 런던 히드로 국제공항
- 프랑스
  - 니스 - 니스 코트다쥐르 공항
- 서독
  - 뮌헨 - 뮌헨 국제공항
  - 프랑크푸르트 - 프랑크푸르트 국제공항 유럽 허브
  - 슈투트가르트 - 슈투트가르트 공항
  - 함부르크 - 함부르크 공항
- 동독
  - 베를린 - 베를린 테겔 국제공항
- 네덜란드
  - 암스테르담 - 암스테르담 스키폴 국제공항
- 벨기에
  - 브뤼셀 - 브뤼셀 국제공항
- 아일랜드
  - 더블린 - 더블린 국제공항
  - 섀넌 - 섀넌 공항

#### 중유럽
- 스위스
  - 제네바 - 제네바 국제공항
  - 취리히 - 취리히 국제공항
- 오스트리아
  - 빈 - 빈 국제공항

#### 남유럽
- 그리스
  - 아테네 - 아테네 국제공항
- 스페인
  - 마드리드 - 마드리드 바하라스 국제공항
  - 바르셀로나 - 바르셀로나 엘프라트 국제공항
  - 말라가 - 말라가 공항
- 이탈리아
  - 로마 - 레오나르도 다 빈치 국제공항
  - 밀라노 - 밀라노 말펜사 국제공항
- 튀르키예
  - 이스탄불 - 아타튀르크 국제공항
- 포르투갈
  - 리스본 - 리스본 포르텔라 국제공항
  - 산타마리아섬 - 산타마리아 공항
  - 테르세이라섬 - 라제스 공군기지

#### 동유럽
- 러시아
  - 모스크바 - 셰레메티예보 국제공항

#### 북유럽
- 노르웨이
  - 오슬로 - 오슬로 가르데르모엔 국제공항
- 덴마크
  - 코펜하겐 - 코펜하겐 국제공항
- 스웨덴
  - 스톡홀름 - 스톡홀름 알란다 국제공항

### 오세아니아
- 괌
  - 괌 - 아가나 국제공항